# August Christian Andreas Abel
August Christian Andreas Abel (nacido el 2 de agosto de 1751 en Braunschweig; muerto el 3 de agosto de 1834 en Ludwigslust) fue un violinista y músico de la corte alemán.

## Vida
Provenía de una familia de músicos y pintores. Era hijo del concertino Leopold August Abel y su esposa era Benigna Charlotte, cuyo nombre de soltera era Retzeln. Fue sobrino del músico Carl Friedrich Abel y de los pintores Ernst August Abel y Ernst Heinrich Abel. Sus hermanos eran Wilhelm Anton Christian Abel y Friedrich Ludwig Aemilius Abel, que era diecinueve años menor que él.

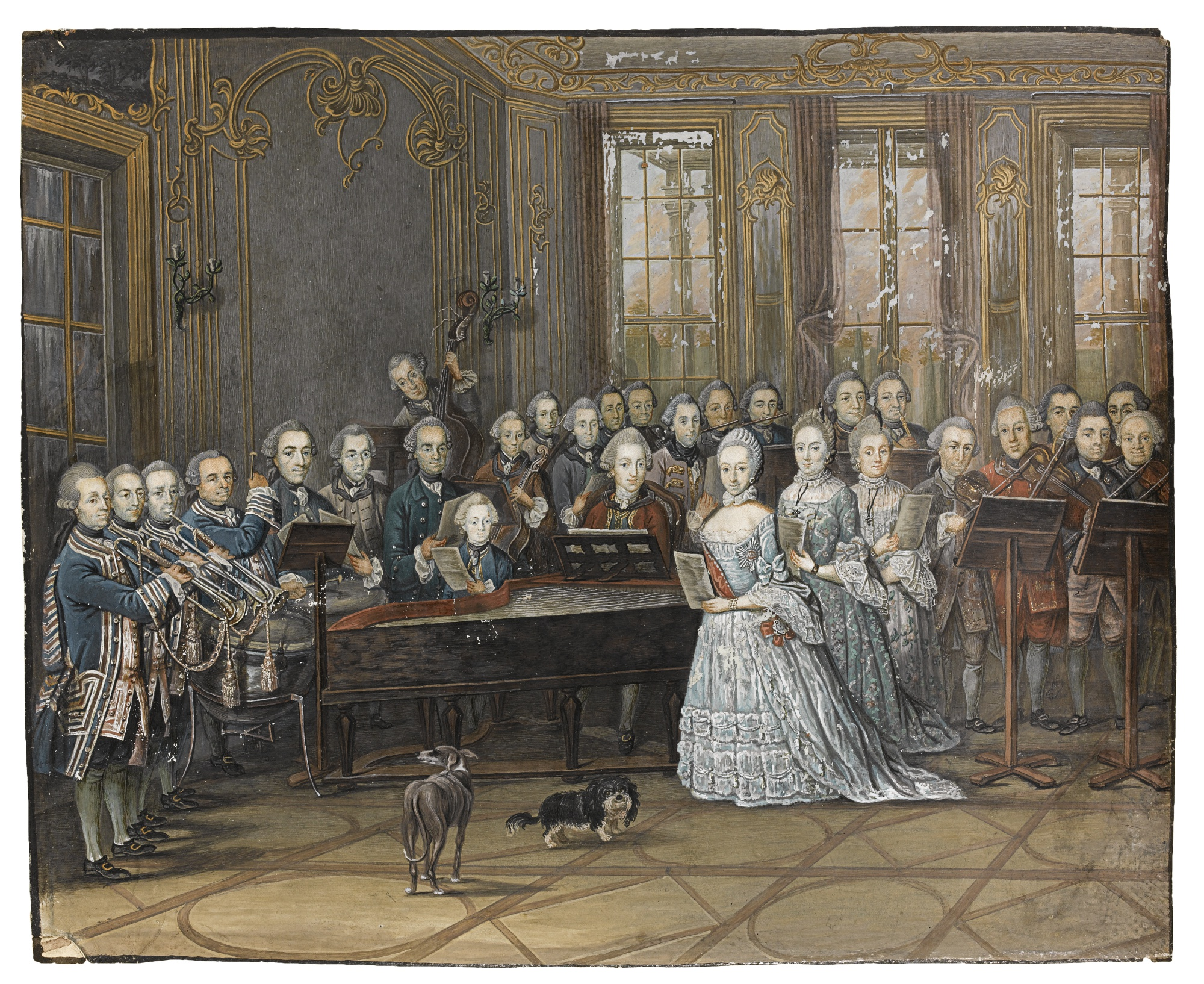
Leopold August Abel: Capilla de la corte de Ludwigslust (1770)

En 1769 fue aceptado en la Mecklenburg-Schwerinsche Hofkapelle junto con su padre y su hermano. Ese mismo año, la orquesta de la corte se trasladó a Ludwigslust. Mientras que el padre era el primer violín, los dos hermanos tocaban el segundo violín. Como otros miembros de la familia, tenía talento y formación en la pintura. Creó retratos de algunos miembros de la banda de la corte y retratos en miniatura de la familia ducal.
Estuvo casado desde 1793 con Johanna Sophia Fridrica, quien era 19 años menor que él, cuyo nombre de soltera fue Hein(t)z (1770–1824). En 1807 la pareja tenía siete hijos. Los dos hijos de la pareja, Friedrich Ludwig Abel y Johann Leopold Abel (1795-1871), recibieron lecciones de violín y piano de su padre desde la primera infancia. Con ambos realizó una gira de conciertos que fracasó económicamente por el norte de Alemania.  En 1821 fue jubilado.

## Literatura
- Clemens Meyer: Historia de la capilla de la corte de Mecklemburgo-Schwerin. Verlag Ludwig Davids, Schwerin 1913 (copia digital, HathiTrust), pág.135.
- Grete Grewolls: Hinstorff Verlag, Rostock 2011, ISBN 978-3-356-01301-6, S. 15.